# Народицкий, Лазарь Зеликович
Ла́зарь Зе́ликович Народи́цкий (18 декабря 1937, Киев — 24 октября 2000, Санкт-Петербург) — советский легкоатлет, выступавший в беге на 3000 м с препятствиями. Чемпион СССР, двукратный победитель Мемориала братьев Знаменских. Участник Олимпийских игр 1964 года в Токио.
Выступал за Центральный спортивный клуб армии под руководством старшего тренера Владимира Куца, преподавал в звании капитана в Ленинградском высшем общевойсковом командном училище имени С. М. Кирова.

## Биография
Родился в Киеве 18 декабря 1937 года. Преподавал в Ленинградском высшем общевойсковом командном училище имени С. М. Кирова. Умер в 2000 году в Санкт-Петербурге. Похоронен на Стрельнинском кладбище.

## Результаты

### Соревнования
предварительные забеги/соревнования
| Год  | Соревнование     | Город | Дистанция  | Дата       | Результат | Место       | Видео/Фото/ Кинограмма |
| ---- | ---------------- | ----- | ---------- | ---------- | --------- | ----------- | ---------------------- |
| 1964 | Олимпийские игры | Токио | 3000 м с/п | 15 октября | 8.43,0    | 5 (забег 2) |                        |

| Год  | Соревнование | Город     | Дистанция  | Дата                | Результат | Место | Видео/Фото/ Кинограмма |
| ---- | ------------ | --------- | ---------- | ------------------- | --------- | ----- | ---------------------- |
| 1960 | Чемпионат    | Москва    | 3000 м с/п | 15—18 июля          | 8.46,6    | 6     |                        |
| 1960 | Чемпионат    | Харьков   | кросс 5 км | 30 октября          | 15.11,8   | I     |                        |
| 1961 | Чемпионат    | Тбилиси   | 3000 м с/п | 3—9 октября         | 8.56,8    | 4     |                        |
| 1962 | Чемпионат    | Мукачево  | кросс 5 км | 23 февраля          | 16.03,4   | III   |                        |
| 1963 | Спартакиада  | Москва    | 3000 м с/п | 11 августа          | 8.39,6    | III   |                        |
| 1964 | Чемпионат    | Ужгород   | 5 км       | 15 марта            | 14.38,0   | 4     |                        |
| 1964 | Чемпионат    | Киев      | 3000 м с/п | 29 августа          | 8.35,6    | II    |                        |
| 1967 | Спартакиада  | Москва    | 3000 м с/п | 28 июля — 1 августа | 8.42,8    | II    |                        |
| 1967 | Спартакиада  | Ессентуки | кросс 5 км | 26 февраля          | 14.42,0   | III   |                        |
| 1968 | Чемпионат    | Цахкадзор | 3000 м с/п | 21—22 августа       | 8.50,6    | II    |                        |
| 1968 | Чемпионат    | Ессентуки | кросс 5 км | 24 февраля          | 15.15,0   | II    |                        |
| 1969 | Кубок        | Нальчик   | 3000 м с/п | 10—12 октября       | DNF       | —     |                        |

| Год  | Город  | Дата       | Дистанция | Результат | Место | Видео/Фото/ Кинограмма |
| ---- | ------ | ---------- | --------- | --------- | ----- | ---------------------- |
| 1964 | Москва | 3000 м с/п | 4—5 июля  | 8.38,2    | I     |                        |
| 1969 | Одесса | 3000 м с/п | 1—2 июля  | 8.39,8    | I     |                        |